# 计算思维
计算思维、運算思维（英語：Computational thinking，縮寫為）。计算思维是一种思考能力。  运用计算和计算机科学的概念、方法、技术、和逻辑推理来解决各类领域内的问题, 包括日常生活。计算思維的研究包含计算思维研究的内涵和计算思维推广与应用的外延两个方面。其中立足计算机科学本身来研究的该学科中的涉及到的构造性思维是狭义计算思维；而对计算思维进行推广和应用后的思维方式可称为广义计算思维。

## 歷史
2006年3月，美国卡内基·梅隆大学计算机科学系主任周以真（Jeannette M. Wing）教授因提出并倡导“计算思维”而享誉计算机科学界。她在美国计算机权威期刊《Communications of the ACM》杂志上给出并定义计算思维（Computational Thinking）。周教授认为：计算思维是运用计算机科学的基础概念进行问题求解、系统设计、以及人类行为理解等涵盖计算机科学之广度的一系列思维活动。在她看来，“计算思维是一种普适思维方法和基本技能，所有人都应该积极学习并使用，而非仅限于计算机科学家。”同时，周以真博士也是卡内基梅隆大学计算思维中心的创始人和负责人。
周教授为了让人们更易于理解，又将它更进一步地定义为：通过约简、嵌入、转化和仿真等方法，把一个看来困难的问题重新阐释成一个我们知道问题怎样解决的方法；是一种递归思维，是一种并行处理，是一种把代码译成数据又能把数据译成代码，是一种多维分析推广的类型检查方法；是一种采用抽象和分解来控制庞杂的任务或进行巨大复杂系统设计的方法，是基于关注分离的方法（SoC方法）；是一种选择合适的方式去陈述一个问题，或对一个问题的相关方面建模使其易于处理的思维方法；是按照预防、保护及通过冗余、容错、纠错的方式，并从最坏情况进行系统恢复的一种思维方法；是利用启发式推理寻求解答，也即在不确定情况下的规划、学习和调度的思维方法；是利用海量数据来加快计算，在时间和空间之间，在处理能力和存储容量之间进行折衷的思维方法。

## 特点
计算思维的特征是分解、模式识别/数据表示，泛化/抽象和算法。 通过分解问题，使用数据表示法定义涉及的变量，并创建算法，得出通用的解决方案。通用解决方案是可用于解决初始问题的多种变化的概括或抽象。
计算思维的另一个特征是基于三个阶段的“3A”迭代过程：
1. 抽象（Abstraction）：问题表示；
2. 自动化（Automation）：解决方案表达；
3. 分析（Analyses）：解决方案执行和评估。

### 连接到“4C”
21世纪的学习的 4C 是沟通，批判性思维，协作和创造力。第五个 C可能是计算思维，需要具有算法和逻辑上解决问题的能力。它包括产生模型和可视化数据的工具。计算思维适用于科学，技术，工程和数学（STEM）以外的学科，其中包括社会科学和语言艺术。学生可以从事确定语法模式和句子结构的活动，并使用研究关系的模型。
自提出以来，4C 已逐渐被接受为许多学校教学大纲的重要组成部分。这一发展触发了平台和方向的修改，例如在所有 K-12 级别中的基于调查的学习、基于项目的学习和更深刻的学习。许多国家已向所有学生介绍了计算思维。英国在2012后就在其国家教学大纲中加入了计算思维。新加坡将计算思维称为“国家能力”。澳大利亚，中国，韩国和新西兰等其他国家也大力将计算思维引入学校。在美国，巴拉克·奥巴马（Barack Obama）总统创立了该计划“全民计算机科学”计划，以赋予美国这一代学生以使数字经济蓬勃发展所需的适当的计算机科学的能力。计算思维意味着像计算机科学家一样思考或解决问题。计算思维是理解问题和制定解决方案所需的思维过程。计算思维涉及逻辑，评估，模式，自动化和泛化。职业准备可以通过多种方式整合到学习和教学环境中。